# إي. جاي لوي
إي. جاي لوي (بالإنجليزية: E. J. Lowe)‏ هو فيلسوف بريطاني، ولد في 1950، وتوفي في 5 يناير 2014.